# Aleja Filozofów w Kartuzach

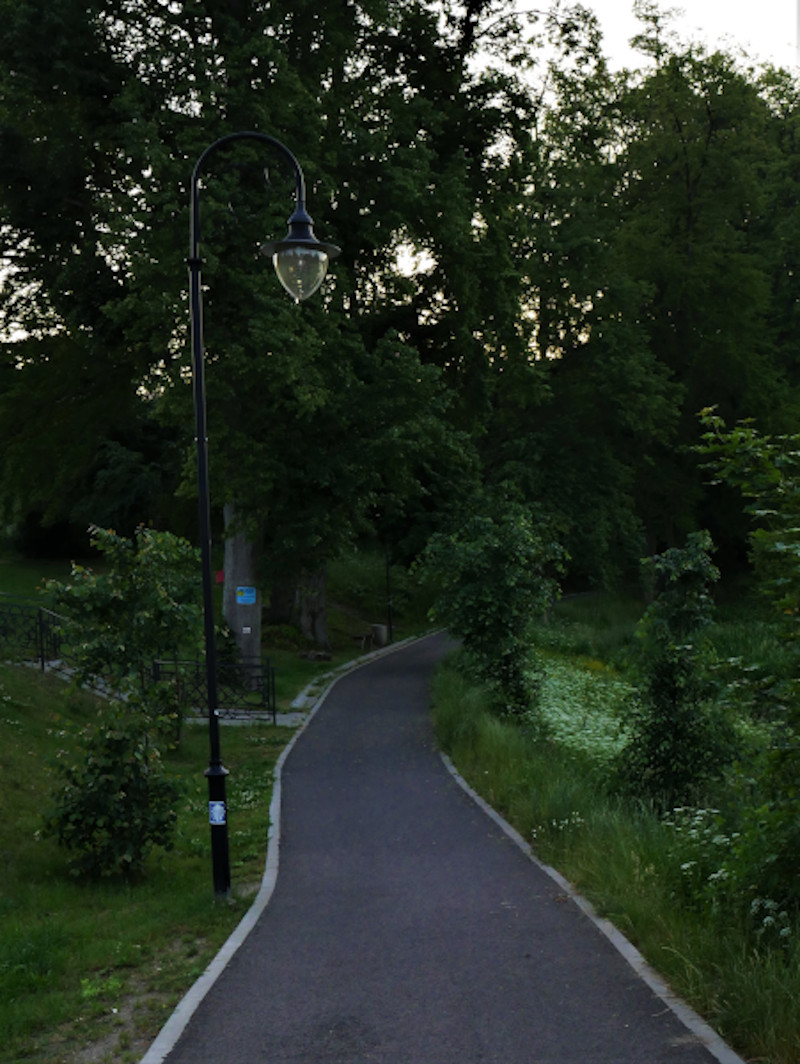
Początek Alei Filozofów

Aleja Filozofów – ścieżka spacerowa nad Jeziorem Klasztornym Małym w Kartuzach. Wiedzie od ul. Klasztornej do parkingu przy ul. dr. Aleksandra Majkowskiego.

## Przebieg
Aleja Filozofów liczy 950 m. Zaczyna się za ostatnim budynkiem mieszkalnym przy ulicy Klasztornej.  Kończy się w pobliżu parkingu przy ul. dr. Aleksandra Majkowskiego. W 2018 r. została przedłużona. Dzięki temu można obejść całe Jezioro Klasztorne Małe. Mniej więcej w połowie traktu (na zachodnim brzegu jeziora) znajduje się Wyspa Łabędzia, na którą prowadzi drewniany mostek.

## Historia
Ścieżka spacerowa przy Jeziorze Klasztornym Małym istniała w tym miejscu od dawna. Przez lata zmieniała się jej nazwa (Gaj Świętopełka, ścieżka filozofów, Philosophengang). Przypuszcza się, że w XV w. mogli tędy spacerować mnisi z pobliskiego klasztoru, którzy w poniedziałki opuszczali mury zgromadzenia, udając się na kilkugodzinną, obowiązkową przechadzkę.
Do XIX w. ścieżka była dłuższa, gdyż docierało się nią do północno - wschodniego brzegu jeziora, ale w 1876 r. trasę         tę przecięła droga Kartuzy - Prokowo, skracając przebieg alei do ok. 1 km. W XX - leciu międzywojennym na wysokości Wyspy Łabędziej funkcjonowało kąpielisko miejskie i wypożyczalnia łodzi.
W 2017 r. gmina Kartuzy podjęła prace, które doprowadziły do wyasfaltowania dróżki i ustawienia barierek ochronnych. Zlikwidowano znajdujące się w złym stanie technicznym tablice edukacyjne. Ponadto z czasem (do 2020 r.) powstało wiele nowych obiektów: siłownia, plac zabaw, wypożyczalnia sprzętu wodnego, fontanna, nowe ławeczki i oświetlenie. W 2018 r. na wschodnim brzegu jeziora utworzono ciąg pieszo - rowerowy. Dzięki temu, wędrując Aleją Filozofów, następnie skręcając w ulicę dr. A. Majkowskiego, spacer rozpoczęty przy kolegiacie można zakończyć przy Centrum Informacji Turystycznej (ul. Klasztorna).

## Ważniejsze obiekty
- Kolegiata Wniebowzięcia Najświętszej Maryi Panny w Kartuzach
- Gaj Świętopełka
- Wyspa Łabędzia

## Aleja Filozofów w sztuce

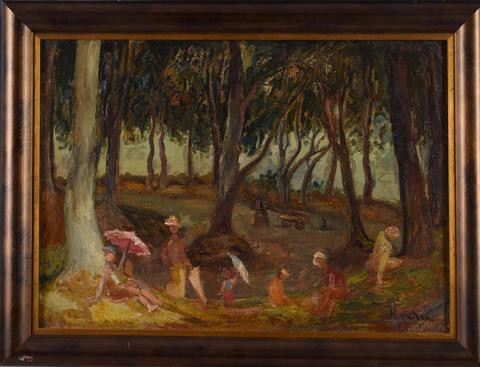
E. Krcha Gaj Świętopełka - Aleja Filozofów

Emil Krcha, inspirując się urodą Alei Filozofów, namalował obraz olejny zatytułowany Gaj Świętopełka - Aleja Filozofów.
Obraz był ujęty w katalogach: 
- I Wystawa Krakowskiego Związku Polskich Artystów Plastyków, Warszawa 1928/1929 r., poz. 43, z tytułem Aleja Filozofów;
- Kolonia Artystyczna w Krzemieńcu nad Ikwą , Muzeum Nadwiślańskie w Kazimierzu Dolnym, Kazimierz Dolny 2010 r., s. 95;